# ウェストハーバー・パイレーツ
ウェストハーバー・パイレーツ（英: West Harbour Pirates）は、オーストラリア・ニューサウスウェールズ州シドニー都市圏のカナダ・ベイを拠点とするラグビーユニオンチーム。シュートシールドに所属。通称はウェスツ（Wests）。

## 概要
1900年創設。
ニューサウスウェールズ州における最高峰リーグであるシュートシールドに所属。

## 歴史
1900年、バーウッド（Burwood）とコンコード（Concord）の合併によりウェスタンサバーブスDRUFCが創設。
1995年、ウェストハーバーRFCに改称。

## タイトル
2022年10月現在
- シュートシールド
  - 優勝 2回：1902, 1929

## 歴代所属選手
- ジェームズ・オコーナー
- サレジ・マーフ
- スコット・シオ
- ティアン・スワネポール
- タンゲレ・ナイヤラボロ（ オーストラリア代表）
- アラン・アラアラトア
- キャンピージ・マアフ（ フィジー代表）
- サム・ワイクス
- ジャック・デブレチェニ
- マイケル・アラアラトア（ サモア代表）